# Плесно позориште
Плесно позориште (нем. Tanztheater) је жанр извођачке уметности који спаја елементе плеса (првенствено модерног и савременог плеса) и позоришта, стављајући нагласак на експресивност и драмски садржај колико и на саму кореографију. Настало првенствено у Немачкој и централној Европи током 20. века, плесно позориште често истражује људска осећања, психолошка стања и друштвене теме кроз комбинацију плесног покрета, глуме, гласа (говор, певање), сценографије и музике.
Иако термини "плесно позориште" и "физички театар" могу имати преклапања, плесно позориште се традиционално више ослања на плесну основу и кореографску структуру, док је термин "Tanztheater" посебно везан за немачку традицију коју је прославила Пина Бауш.

## Дефиниција и карактеристике
Плесно позориште се разликује од класичног балета и многих форми модерног плеса по томе што:
- **Наглашава експресију и садржај:** Техничка виртуозност плесача је често у другом плану у односу на способност да се изразе сложене емоције, идеје или наративи. Покрет није само декоративан или апстрактан, већ носи драмско значење.
- **Интегрише различите уметничке елементе:** Користи широк дијапазон изражајних средстава – плесни покрет (који може бити балетски, модерни, свакодневни, гестуални), говор, певање, пантомиму, елементе глуме, специфичну употребу костима, реквизита и сценографије.
- **Фокусира се на људско искуство:** Често се бави темама као што су међуљудски односи, усамљеност, љубав, страх, друштвене норме, сећања, снови.
- **Користи нелинеарне наративне структуре:** Представе су често епизодичне, фрагментарне, састављене од низа слика, сцена или асоцијација, уместо класичне драмске радње са јасним почетком, средином и крајем.
- **Улога кореографа-редитеља:** Често је вођено снажном ауторском визијом кореографа који истовремено делује и као редитељ, обликујући све аспекте представе.
- **Користи понављање:** Понављање одређених покрета, гестова или сцена је честа техника за наглашавање емоција или тема.

## Историјски развој и корени
Корени плесног позоришта леже у реформским покретима у плесу почетком 20. века који су тежили ослобађању од стега класичног балета и већој изражајности. Значајан утицај имао је:
- Немачки експресионистички плес (Ausdruckstanz): Покрет настао у Вајмарској Немачкој, чији су главни представници били Рудолф фон Лабан, Мери Вигман и Курт Јос. Они су наглашавали индивидуални израз, емоционалну дубину и везу између покрета и унутрашњег доживљаја.[3]
- Курт Јос (Kurt Jooss, 1901–1979): Ученик Рудолфа фон Лабана, сматра се једним од директних претеча плесног позоришта. Његово најпознатије дело, антиратни балет/плесна драма Зелени сто (Der Grüne Tisch, 1932), комбинује плес са снажном драмском нарацијом и друштвеном критиком, постављајући темеље за каснији развој жанра.[2]

Кључна фигура која је дефинисала и популаризовала плесно позориште (Tanztheater) какво данас познајемо је:
- Пина Бауш (Pina Bausch, 1940–2009): Немачка кореографкиња и директорка компаније **Tanztheater Wuppertal** од 1973. године до своје смрти.[4] Њен стил карактеришу дугачке, епизодичне представе које спајају плес, говор, певање, свакодневне гестове и често надреалне сценске слике. Бавила се темама мушко-женских односа, усамљености, насиља и нежности, постављајући извођачима лична питања и користећи њихове одговоре као материјал за представе. Њена дела попут Кафе Милер (Café Müller), Посвећење пролећа (Le Sacre du printemps), Контактхоф (Kontakthof) постала су иконе савременог позоришта и извршила огроман међународни утицај.

Други значајни ствараоци у немачком плесном позоришту укључују Сузане Линке (Susanne Linke) и Рајнхилд Хофман (Reinhild Hoffmann). Утицај плесног позоришта видљив је и у раду многих међународних кореографа и компанија, као што су DV8 Physical Theatre (Лојд Њусон) у Великој Британији или неки радови Јиржија Килијана са Nederlands Dans Theater.

## Плесно позориште у Србији
Иако у Србији не постоји дуга традиција плесног позоришта као засебног жанра на начин на који се развио у Немачкој, његов утицај је значајан, пре свега захваљујући Београдском интернационалном театарском фестивалу (БИТЕФ). БИТЕФ је више пута угостио представе Плесног позоришта Вупертал Пине Бауш, као и друге трупе које негују сличну естетику, што је имало великог утицаја на домаћу позоришну и плесну сцену.
Елементи плесног позоришта могу се препознати у раду неких савремених српских кореографа и трупа које комбинују плес са позоришним и перформативним елементима, као што су радови Соње Вукићевић, Исидоре Станишић или поједине представе у продукцији Битеф денс компаније.

## Однос према другим формама
- Класични балет: Плесно позориште се развило као реакција на ригидност и естетику класичног балета, одбацујући често наративност балета 19. века, али и његов фокус на техничку виртуозност и етеричност.
- Модерна и савремена игра: Дели многе полазне тачке са модерном и савременом игром у погледу слободе покрета и изражајности, али се од многих праваца разликује експлицитнијим коришћењем позоришних елемената (говор, глума, наративни фрагменти).
- Физички театар: Постоји значајно преклапање. Оба жанра наглашавају тело и покрет као примарно средство израза. Физички театар можда чешће полази од глумачке традиције и може укључивати више акробатике или циркуских вештина, док плесно позориште обично задржава јачу везу са кореографијом и плесном техником.
- Мјузикл: Иако оба жанра комбинују покрет, музику и текст, мјузикл се обично ослања на јасну наративну структуру, традиционалне песме и забавни карактер, док је плесно позориште често експерименталније, фрагментарније и бави се озбиљнијим темама.